# 뉴캐슬언더라임구

뉴캐슬언더라임구의 위치

뉴캐슬언더라임구(영어: Borough of Newcastle-under-Lyme)는 잉글랜드 스태퍼드셔주에 위치한 비도시 자치구로 중심 도시는 뉴캐슬언더라임이며 인구는 126,052명(2014년 기준), 면적은 211.0km2이다.